# Thunbergia
- Commons
- Wikispecies

Thunbergia Retz., 1776|1780, segundo o Sistema APG II, é um gênero de plantas floríferas da  família Acanthaceae, nativo das regiões tropicais da África, Madagascar e do sul da Ásia.Um fato histôrico, o nome do gênero Thunbergia, foi uma homenagem ao Carl Peter Thunberg (1743-1828), um botânico sueco, médico, explorador e autor que foi talvez o maior discípulo de Lineu.

## Espécies
Este gênero apresenta aproximadamente 280 espécies:
- T. abyssinica
- T. acutibracteata
- T. adenocalyx
- T. adenophora
- T. adjumaensis
- T. affinis
- T. alata
- T. alba
- T. albiflora
- T. amanensis
- T. amoena
- T. anatina
- T. angolensis
- T. angulata
- T. angustata
- T. angustifolia
- T. annua
- T. argentea
- T. armipotens
- T. arnhemica
- T. aspera
- T. attenuata
- T. atriplicifolia
- T. aurantiaca
- T. aurea
- T. aureosetosa
- T. bachmanni
- T. backerii
- T. bancana
- T. battiscombei
- T. batjanensis
- T. bauri
- T. benguettensis
- T. beniensis
- T. benineusioides
- T. bequaerti
- T. bianoensis
- T. bicolor
- T. bikimaensis
- T. bodinieri
- T. bogoroensis
- T. borbonica
- T. brachypoda
- T. brachytyla
- T. brewerioides
- T. buennemeyeri
- T. byalina
- T. capensis
- T. castellaneana
- T. celebica
- T. cerinthoides
- T. chinensis
- T. chiovendae
- T. chrysochlamys
- T. chrysops
- T. ciliata
- T. clarkei
- T. claessensi
- T. coccinea
- T. collina
- T. colpifera
- T. combretoides
- T. convolvulifolia
- T. cordata
- T. cordibracteolata
- T. cordifolia
- T. coerulea
- T. crispa
- T. crispula
- T. cuanzensis
- T. cyanea
- T. cycloneura
- T. cycnium
- T. cynanchifolia
- T. dasychlamys
- T. deflexiflora
- T. delamerei
- T. diplocalymna
- T. doddsii
- T. dregeana
- T. eberhardti
- T. elegans
- T. elliotii
- T. elskensi
- T. erecta
- T. erythraeae
- T. exasperata
- T. eymae
- T. fasciculata
- T. fastuoaa
- T. fastuosa
- T. fischeri
- T. flavohirta
- T. fragrans
- T. frangulaefolia
- T. friesii
- T. fryeri
- T. fuscata
- T. galpini
- T. gentianoides
- T. geoffrayi
- T. geraniifolia
- T. gibsoni
- T. gibsonii
- T. gigantea
- T. glaberrima
- T. glandulifera
- T. glaucina
- T. gondarensis
- T. gossweileri
- T. gracilis
- T. graminifolia
- T. grandiflora
- T. gregorii
- T. guerkeana
- T. hainanensis
- T. hamata
- T. hanningtonii
- T. harrisii
- T. hastata
- T. harrisii
- T. hastata
- T. hawtayneana
- T. hawtaynii
- T. hebecocca
- T. hederifolia
- T. heterophylla
- T. hirsuta
- T. hirta
- T. hirtistyla
- T. hispida
- T. hockii
- T. hookeriana
- T. holstii
- T. homblei
- T. hossei
- T. huillensis
- T. humberti
- T. humbertii
- T. humilis
- T. ikbaliana
- T. ilocana
- T. java
- T. javanica
- T. jayii
- T. kamatembica
- T. kamerunensis
- T. kangeanensis
- T. kassneri
- T. katangensis
- T. katentaniensis
- T. kirkii
- T. kirkiana
- T. laborans
- T. lacei
- T. lamellata
- T. lancifolia
- T. lathyroides
- T. laurifolia
- T. laevis
- T. leucantha
- T. leucorhiza
- T. liebrechtsiana
- T. linearifolia
- T. loheri
- T. longepedunculata
- T. longiflora
- T. longifolia
- T. longisepala
- T. lutea
- T. macalensis
- T. maculata
- T. malangana
- T. malayana
- T. malvifolia
- T. manganjensis
- T. manikensis
- T. masisiensis
- T. mauginii
- T. mechowii
- T. mellinocaulis
- T. mestdaghi
- T. michelana
- T. microchlamys
- T. mildbraediana
- T. mindanaensis
- T. mollis
- T. monroi
- T. myrescens
- T. mysorensis
- T. natalensis
- T. neglecta
- T. nidulans
- T. nivea
- T. nymphaeifolia
- T. oblongifolia
- T. oculata
- T. oubanguiensis
- T. palawanensis
- T. papilionacea
- T. papuana
- T. parva
- T. parviflora
- T. parvifolia
- T. paulitschkeana
- T. pendula
- T. petersiana
- T. phytocrenoides
- T. platyphylla
- T. pleistodonta
- T. pondoensis
- T. powelli
- T. powellii
- T. pratensis
- T. primulina
- T. prostrata
- T. proxima
- T. proximoides
- T. puberula
- T. purpurata
- T. pynaerti
- T. quadrialata
- T. quadricostata
- T. quinquenervis
- T. randii
- T. recasa
- T. repens
- T. retefolia
- T. reticulata
- T. ridleyi
- T. roberti
- T. rogersii
- T. roxburghia
- T. rufescens
- T. rumicifolia
- T. ruspolii
- T. saltiana
- T. salweenensis
- T. scandens
- T. schimbensis
- T. schweinfurthii
- T. sericea
- T. sessilis
- T. siantanensis
- T. similis
- T. smilacifolia
- T. solmsiana
- T. spinulosa
- T. squamuligera
- T. stellarioides
- T. stelligera
- T. stenochlamys
- T. stenophylla
- T. stolonifera
- T. stuhlmanniana
- T. subalata
- T. subcordatifolia
- T. subfulva
- T. subnymphaeifolia
- T. subsagittata
- T. swynnertonii
- T. talbotiae
- T. thespesiifolia
- T. thonneri
- T. togoensis
- T. tomentosa
- T. torrei
- T. trachychlamys
- T. trichocarpa
- T. trinervis
- T. usambarica
- T. valida
- T. variabilis
- T. venosa
- T. verdickii
- T. vincoides
- T. vogeliana
- T. volubilis
- T. vossiana
- T. wallichiana
- T. wightiana
- T. woodii
- T. xanthotricha
- T. zernyi